# 趙濬
趙濬（17世紀—17世紀），字顏河，河南河南府盧氏縣人，明朝政治人物。

## 生平
趙濬是天啟七年（1627年）河南鄉試舉人，崇禎十年（1637年）成進士，先在工部觀政，十一年（1638年）獲授戶部湖廣司主事，主理遼餉銀庫，十二年（1639年）陞江西司員外郎，到十三年（1640年）再陞為雲南司郎中，外任東昌知府。回鄉後，趙濬不再出仕，潛心力學，誘發士子，有《四書未盡言疏解》流傳。

## 引用
1. 1 2  《崇禎十年丁丑科進士三代履歷》：趙濬，曾祖雲，祖明德，父應奎〔增生〕。顏河，禮記房，丙午二月初八日生，靈寶籍，盧氏縣人，丁卯四十九名，會二百三名，二甲二十七名，工部觀政，戊寅二月授戶部湖廣司主事，戊寅新餉银庫，己卯陞江西司員外，庚辰升雲南司郎中，陞東昌知府，辛巳京察。
2. ↑  光緒《盧氏縣志·卷七·選舉》：天啟 趙濬 丁卯科（舉人），見進士
3. ↑  光緒《盧氏縣志·卷八·人物》：趙濬，字顏河，由進士任山東東昌府知府，回籍後潛心力學，誘啟後進，著有《四書未盡言疏解》。
4. ↑  錢海岳《南明史·卷八十八·列傳第六十四》：時河南遺臣：……（盧氏）趙濬，字顏河。崇禎十年進士。官東昌知府，隱。